# Monomma boreooccidentale boreooccidentale
Monomma boreooccidentale boreooccidentale es una subespecie de coleóptero de la familia Monommatidae.

## Distribución geográfica
Habita en Madagascar.